# 冷家乡
冷家乡（冷家公社），是中華人民共和國四川省鄰水縣曾经下辖的一个乡。

## 沿革[2]
- 道光十四年（1834年），全縣有36場,為冷家渡場。
- 民國四年(1915年)，因地方不靖，設5個保衛區，冷家鄉屬第五保衛區。
- 民國二十四年(1935年)，冷家鄉改復興鄉。
- 1981年12月，為了在一個地區內公社不重名，達縣地區行署改復興人民公社管委會為冷家人民公社管委會。1984年1月，根據中共中央體制改革要求，縣委又決定撤銷冷家人民公社管委會，建立冷家鄉人民政府。
- 2019年12月，撤销冷家乡，将所属行政区域划归观音桥镇管辖。[3]

## 行政区划
冷家乡撤销前下辖以下地区：
仁合寨村、挖斷山村、偏橋溝村、五家溝村、溜石壁村、大坪村、湯壩丘村。